# Bukhansan
Il monte Bukhan, o Bukhansan, è una montagna situata alla periferia settentrionale di Seul, nella Corea del Sud. Il monte è composto da tre picchi: il picco Baegundae di 836.5 metri, il picco Insubong di 810.5 metri e infine il picco Mangyeongdae di 787 metri. Per via della sua altezza e in quanto confinante con una buona parte della capitale coreana, il Bukhansan è un punto di riferimento visibile dalla maggior parte dei distretti cittadini. Durante il regno di Joseon era considerato come il confine settentrionale di Seul.
Il Bukhansan è il monte più alto tra quelli che circondano la capitale, mentre altri sette, compresi il Dobongsan e il Suraksan, che superano i 600 metri.
Il monte e il parco nazionale del Bukhansan, creato nel 1983, sono diventati una meta turistica popolare per via delle numerose attività che il territorio offre, come il birdwatching, l'escursionismo e le pareti per arrampicate.

## Nome
Dal 2002, un movimento è stato creato per cambiare il nome del monte da Bukhansan a Samkaksan. Da molti anni fino ad oggi, il monte è stato genericamente chiamato con il nome Bukhansan, raggruppando i tre picchi, anche se in passato veniva chiamato, appunto, Samkaksan, ovvero "monte dalle tre corna". Il presidente del distretto di Gangbuk di Seul ha proposto una petizione per far sì che il governo centrale cambi il nome, tornando alla versione originale.

## Escursioni
Numerosi sono i percorsi escursionistici accessibili all'interno del parco nazionale. I sentieri sono aperti tutto l'anno, ma possono chiudere durante il periodo in cui sono probabili gli incendi, a seconda della stagione e a discrezione del direttore del parco.
| Nome                                               | Punti di interesse |
| -------------------------------------------------- | --- |
| Sentiero della fortezza di Bukhansanseong          | Centro per escursionisti di Bukhansanseong → Daeseomun → Deungungak → Baegundae                                                           |
| Sentiero Sinseondae                                | Centro per escursionisti di Dobong → Seowonteo → rifugio Dobong → Seokguram → Sinseondae                                                  |
| Sentiero del tempio di Mangwolsa, Podae e Hoeryong | Centro per escursionisti di Wondobong → Deokjesaem → tempio di Mangwolsa → cresta Podae → Hoeryong → centro per escursionisti di Hoeryong |
| Sentiero Uiam                                      | Centro per escursionisti di Dobong → cresta Bomun → tempio di Cheonjinsa → Uiam                                                           |
| Sentiero Obong                                     | Songchubunso → cascate di Songchu → Obong → picco Obong → picco Yeoseongbong → centro per escursionisti di Obong                          |
| Sentiero del monte Sapaesan                        | Songchubunso → Hoeryong → monte Sapaesan → tempio di Wongaksa → entrata per il monte Sapaesan                                             |
| Sentiero Daenammun                                 | Centro per escursionisti di Bukhansanseong → Daeseomun → Jungseongmun → Daenammun                                                         |
| Sentiero della roccia di Samobawi                  | Gugi → Daenammun → Cheongsudongammun → roccia di Samobawi                                                                                 |

## Galleria d'immagini

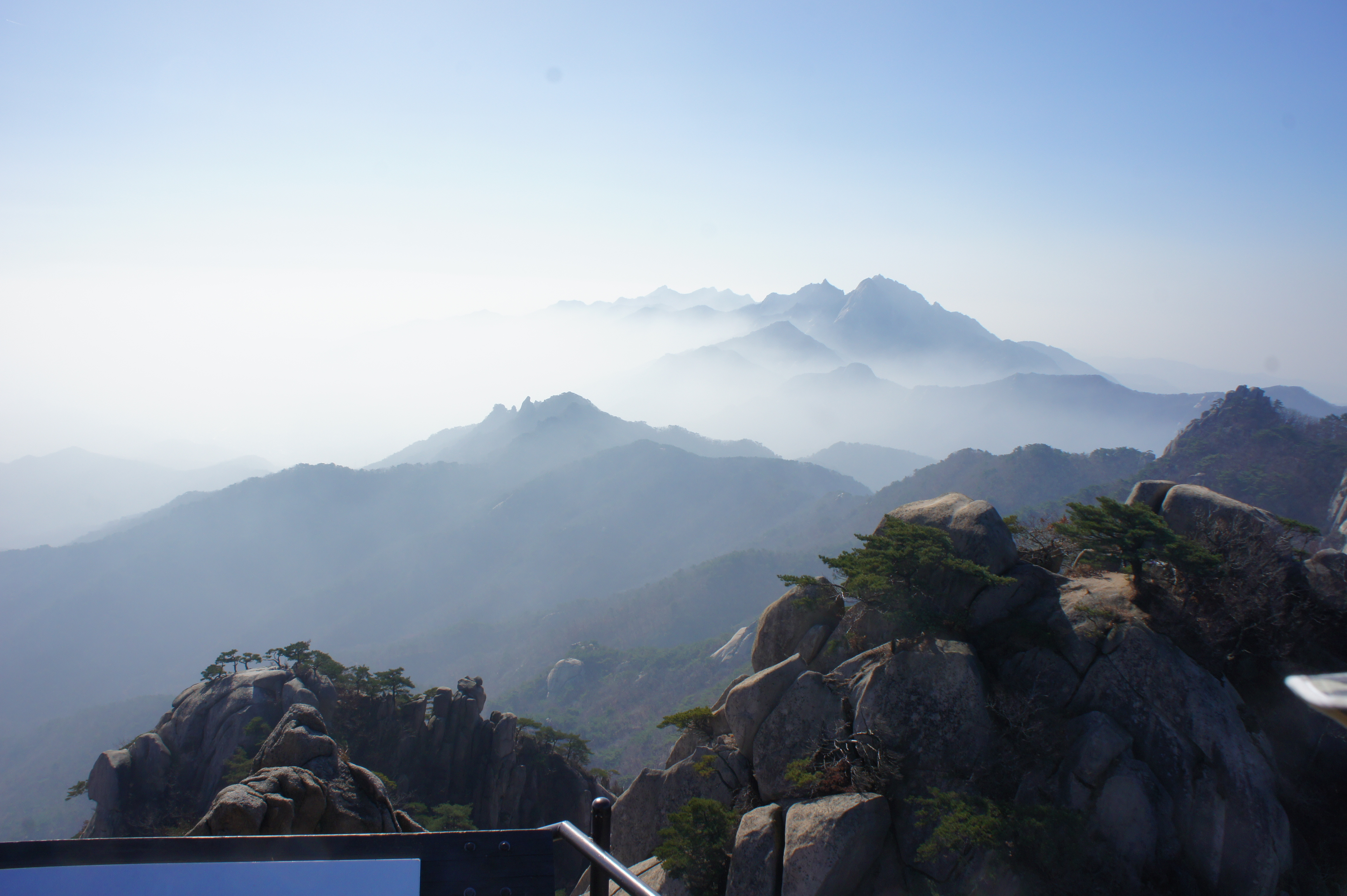
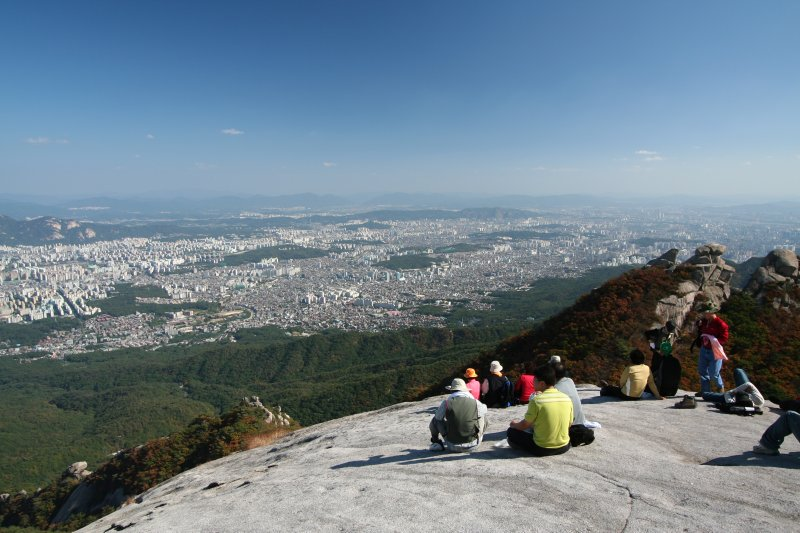
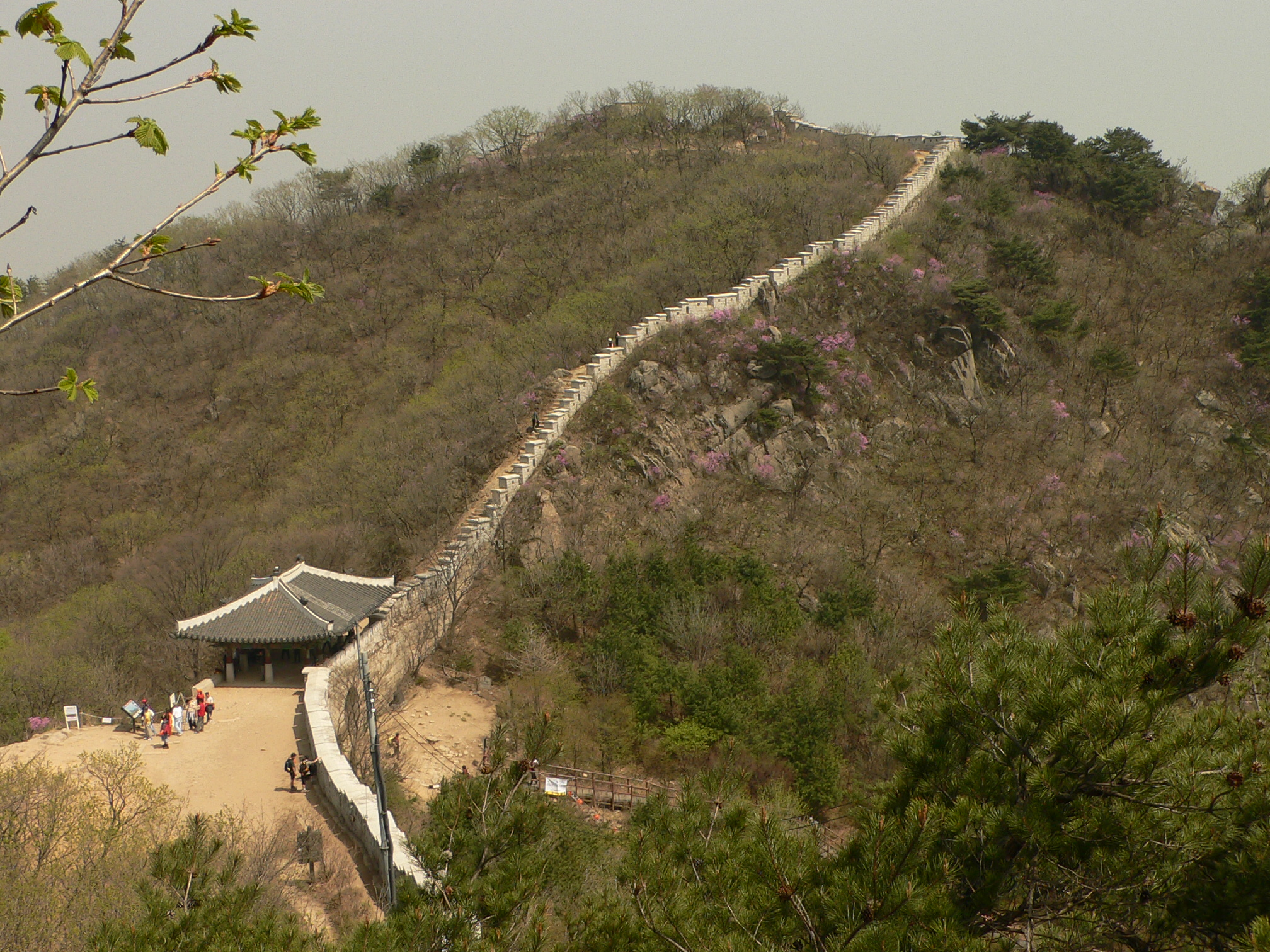
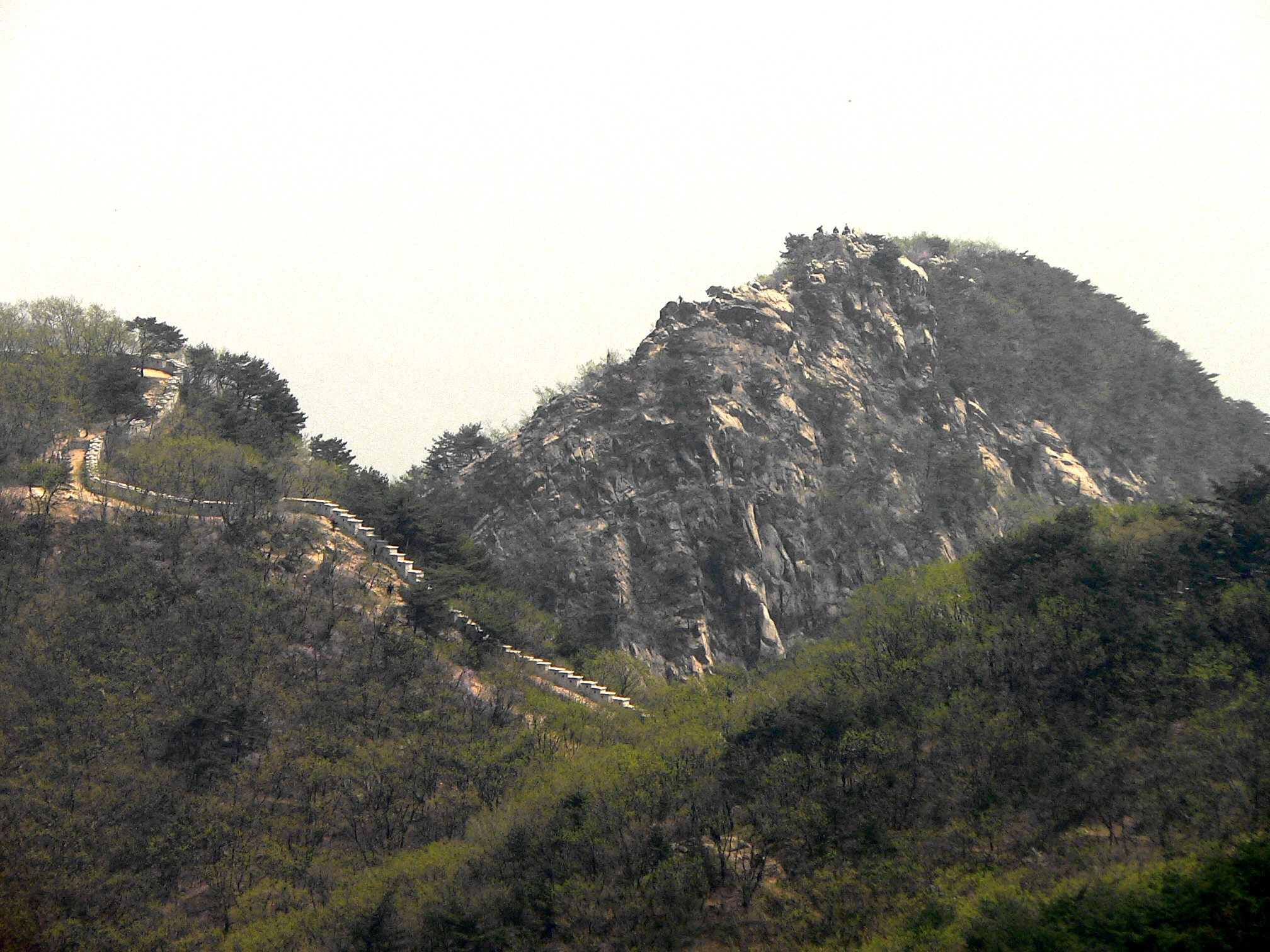
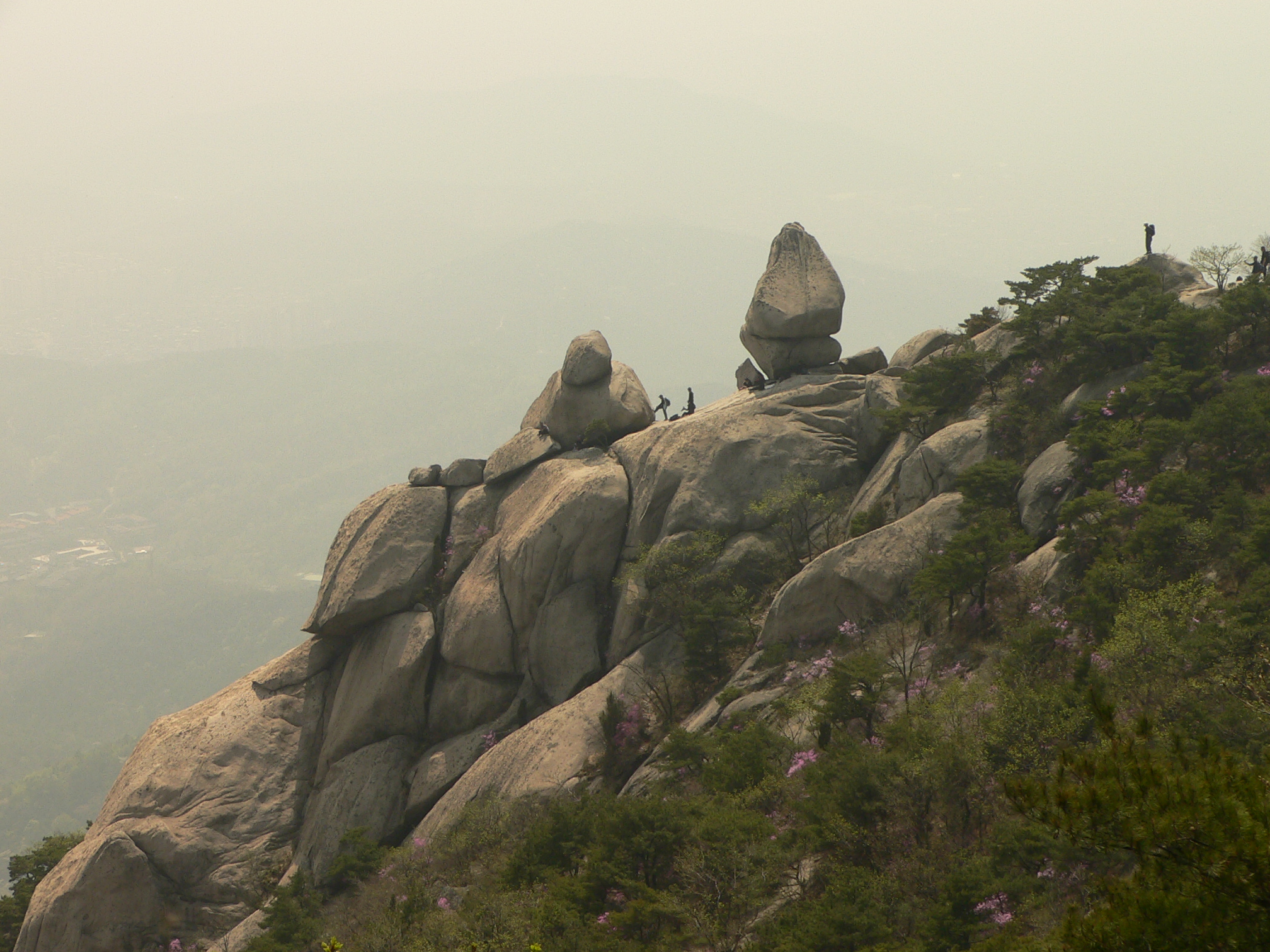
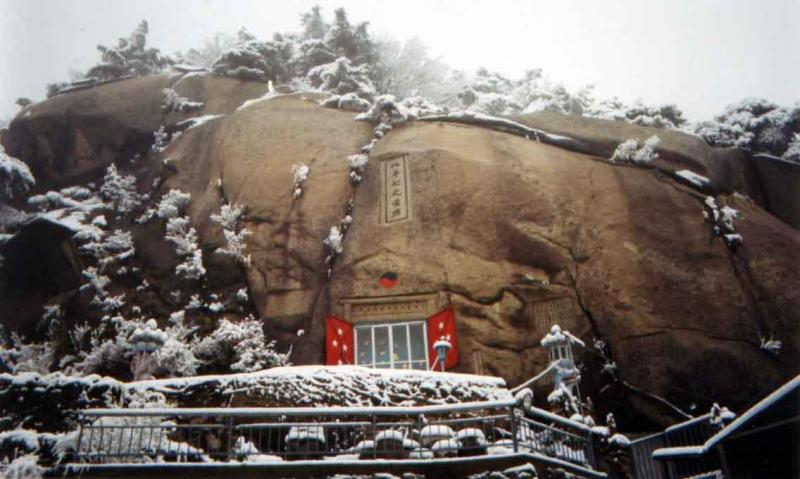